# Helmut Vidal
Helmut Vidal (* 21. Januar 1919 in München-Neuhausen; † 30. November 2002 in Gauting) war ein deutscher Geologe.

## Leben
Vidal, der Sohn von Maria Vidal, geborene Hochholzer, und des Oberingenieurs Adalbert Vidal, war nach Abitur am Wittelsbacher-Gymnasium (Realgymnasium) in München (1938) im Reichsarbeitsdienst und 1939 Soldat in der Wehrmacht beim Überfall auf Polen, wo er sich eine Gelbfiebererkrankung holte und wehrdienstuntauglich wurde. Den Rest des Zweiten Weltkriegs war er bei der Abwehr in Berlin.
Nach dem Krieg besuchte er die Sprachenschule in München mit einem Diplom in Englisch 1946. Er studierte ab demselben Jahr Allgemeine Naturwissenschaften, Geologie und Geophysik an der Universität München mit dem Diplom für Geologie 1951. Dort spezialisierte er sich auf Geophysik und arbeitete auch ein halbes Jahr beim Amt für Bodenforschung in Hannover (1953) als Geophysiker. 1953 wurde er in München zum Dr. rer. nat. promoviert mit einer Dissertation über die Tektonik des nordwestlichen Wettersteingebirges und seines nördlichen Vorlands. Danach war er von 1954 bis 1962 an der Bayerischen Landesanstalt für Moorwirtschaft und Landkultur, deren Abteilungsdirektor er 1959 und deren Direktor er 1962 wurde. In dieser Zeit befasste er sich besonders mit Mooren, Bodenkunde und Bodenprobenentnahme. 1955/56 nahm er an einer halbjährigen Expedition nach Pakistan unter Richard Dehm teil. 1963 bis 1966 arbeitete er als Direktor in München am Bayerischen Landesamt für Bodenkultur, Pflanzenbau und -schutz. Von 1966 bis zur Pensionierung 1984 leitete er das Bayerische Geologische Landesamt, dessen Präsident er auch war. Am Ende seiner Amtszeit konnte er noch einen Neubau des Landesamts einweihen.
Er engagierte sich insbesondere bei kontinentalen Tiefbohrungen, zuerst in zwei Tiefbohrungen zur Klärung der Frage der Überschiebung der nördlichen Kalkalpen auf die Vorlandmolasse (Tiefbohrung Vorderriß 1977 mit 6468 m, Hindelang 1984 mit 5653 m). Er war federführend im kontinentalen Tiefbohrprogramm (KTB), die zur Tiefbohrung Windischeschenbach in der Oberpfalz (ab 1987, bis 9101 m) führte. Er sorgte auch für eine Tiefbohrung von 1206 m im Nördlinger Ries (ab 1973), die neue Erkenntnisse über dessen Struktur brachte. International war er Vorsitzender im Koordinierungskomitee Continental Drilling.
1979 erhielt er das Verdienstkreuz am Bande und 1984 die erste Klasse des Verdienstordens der Bundesrepublik Deutschland. Ab 1976 war er Honorarprofessor an der Universität München. 1983 wurde er Ehrenmitglied der Deutschen Geologischen Gesellschaft.
Helmut Vidal war katholisch, ledig und lebte und starb in Gauting. Er verfügte über ein Sprachmittlerdiplom in Englisch und Französisch.